# Indiana Asteroid Program
| Asteroidi scoperti: 119 | Asteroidi scoperti: 119 | Asteroidi scoperti: 119 |
| ----------------------- | ----------------------- | ----------------------- |
| 1575 Winifred           | 20 aprile 1950          |                         |
| 1578 Kirkwood           | 10 gennaio 1951         |                         |
| 1602 Indiana            | 14 marzo 1950           |                         |
| 1615 Bardwell           | 28 gennaio 1950         |                         |
| 1721 Wells              | 3 ottobre 1953          |                         |
| 1728 Goethe Link        | 12 ottobre 1964         |                         |
| 1729 Beryl              | 19 settembre 1963       |                         |
| 1741 Giclas             | 26 gennaio 1960         |                         |
| 1746 Brouwer            | 14 settembre 1963       |                         |
| 1751 Herget             | 27 luglio 1955          |                         |
| 1761 Edmondson          | 30 marzo 1952           |                         |
| 1762 Russell            | 8 ottobre 1953          |                         |
| 1763 Williams           | 13 ottobre 1953         |                         |
| 1764 Cogshall           | 7 novembre 1953         |                         |
| 1765 Wrubel             | 15 dicembre 1957        |                         |
| 1766 Slipher            | 7 settembre 1962        |                         |
| 1767 Lampland           | 7 settembre 1962        |                         |
| 1788 Kiess              | 25 luglio 1952          |                         |
| 1798 Watts              | 4 aprile 1949           |                         |
| 1799 Koussevitzky       | 25 luglio 1950          |                         |
| 1822 Waterman           | 25 luglio 1950          |                         |
| 1824 Haworth            | 30 marzo 1952           |                         |
| 1826 Miller             | 14 settembre 1955       |                         |
| 1827 Atkinson           | 7 settembre 1962        |                         |
| 1852 Carpenter          | 1º aprile 1955          |                         |
| 1853 McElroy            | 15 dicembre 1957        |                         |
| 1952 Hesburgh           | 3 maggio 1951           |                         |
| 1953 Rupertwildt        | 29 ottobre 1951         |                         |
| 1955 McMath             | 22 settembre 1963       |                         |
| 1971 Hagihara           | 14 settembre 1955       |                         |
| 1988 Delores            | 28 settembre 1952       |                         |
| 1994 Shane              | 4 ottobre 1961          |                         |
| 1996 Adams              | 16 ottobre 1961         |                         |
| 1997 Leverrier          | 14 settembre 1963       |                         |
| 2007 McCuskey           | 22 settembre 1963       |                         |
| 2023 Asaph              | 16 settembre 1952       |                         |
| 2024 McLaughlin         | 23 ottobre 1952         |                         |
| 2026 Cottrell           | 30 marzo 1955           |                         |
| 2059 Baboquivari        | 16 ottobre 1963         |                         |
| 2065 Spicer             | 9 settembre 1959        |                         |
| 2069 Hubble             | 29 marzo 1955           |                         |
| 2070 Humason            | 14 ottobre 1964         |                         |
| 2086 Newell             | 20 gennaio 1966         |                         |
| 2110 Moore-Sitterly     | 7 settembre 1962        |                         |
| 2160 Spitzer            | 7 settembre 1956        |                         |
| 2161 Grissom            | 17 ottobre 1963         |                         |
| 2165 Young              | 7 settembre 1956        |                         |
| 2168 Swope              | 14 settembre 1955       |                         |
| 2182 Semirot            | 21 marzo 1953           |                         |
| 2196 Ellicott           | 29 gennaio 1965         |                         |
| 2227 Otto Struve        | 13 settembre 1955       |                         |
| 2300 Stebbins           | 10 ottobre 1953         |                         |
| 2301 Whitford           | 20 novembre 1965        |                         |
| 2322 Kitt Peak          | 28 ottobre 1954         |                         |
| 2326 Tololo             | 29 agosto 1965          |                         |
| 2334 Cuffey             | 27 aprile 1962          |                         |
| 2351 O'Higgins          | 3 novembre 1964         |                         |
| 2405 Welch              | 18 ottobre 1963         |                         |
| 2417 McVittie           | 15 febbraio 1964        |                         |
| 2466 Golson             | 7 settembre 1959        |                         |
| 2488 Bryan              | 23 ottobre 1952         |                         |
| 2496 Fernandus          | 8 ottobre 1953          |                         |
| 2516 Roman              | 6 novembre 1964         |                         |
| 2528 Mohler             | 8 ottobre 1953          |                         |
| 2624 Samitchell         | 7 settembre 1962        |                         |
| 2641 Lipschutz          | 4 aprile 1949           |                         |
| 2653 Principia          | 4 novembre 1964         |                         |
| 2751 Campbell           | 7 settembre 1962        |                         |
| 2753 Duncan             | 18 febbraio 1966        |                         |
| 2775 Odishaw            | 14 ottobre 1953         |                         |
| 2842 Unsöld             | 25 luglio 1950          |                         |
| 2848 ASP                | 8 novembre 1959         |                         |
| 2853 Harvill            | 14 settembre 1963       |                         |
| 2974 Holden             | 23 agosto 1955          |                         |
| 2996 Bowman             | 5 settembre 1954        |                         |
| 3070 Aitken             | 4 aprile 1949           |                         |
| 3145 Walter Adams       | 14 settembre 1955       |                         |
| 3167 Babcock            | 13 settembre 1955       |                         |
| 3180 Morgan             | 7 settembre 1962        |                         |
| 3185 Clintford          | 11 novembre 1953        |                         |
| 3282 Spencer Jones      | 19 febbraio 1949        |                         |
| 3363 Bowen              | 6 marzo 1960            |                         |
| 3371 Giacconi           | 14 settembre 1955       |                         |
| 3428 Roberts            | 1º maggio 1952          |                         |
| 3433 Fehrenbach         | 15 ottobre 1963         |                         |
| 3447 Burckhalter        | 29 settembre 1956       |                         |
| 3474 Linsley            | 27 aprile 1962          |                         |
| 3520 Klopsteg           | 16 settembre 1952       |                         |
| 3572 Leogoldberg        | 28 ottobre 1954         |                         |
| 3654 AAS                | 21 agosto 1949          |                         |
| 3717 Thorenia           | 15 febbraio 1964        |                         |
| 3882 Johncox            | 7 settembre 1962        |                         |
| 3959 Irwin              | 28 ottobre 1954         |                         |
| 3961 Arthurcox          | 31 luglio 1962          |                         |
| 4045 Lowengrub          | 9 settembre 1953        |                         |
| 4046 Swain              | 7 ottobre 1953          |                         |
| 4048 Samwestfall        | 30 ottobre 1964         |                         |
| 4299 WIYN               | 28 agosto 1952          |                         |
| 4300 Marg Edmondson     | 18 settembre 1955       |                         |
| 4388 Jürgenstock        | 3 novembre 1964         |                         |
| 4423 Golden             | 4 aprile 1949           |                         |
| 4463 Marschwarzschild   | 28 ottobre 1954         |                         |
| 4911 Rosenzweig         | 16 ottobre 1953         |                         |
| 4912 Emilhaury          | 11 novembre 1953        |                         |
| 5074 Goetzoertel        | 24 agosto 1949          |                         |
| 5536 Honeycutt          | 23 agosto 1955          |                         |
| 5567 Durisen            | 21 marzo 1953           |                         |
| 5568 Mufson             | 14 ottobre 1953         |                         |
| 7001 Noether            | 14 marzo 1955           |                         |
| 7368 Haldancohn         | 20 gennaio 1966         |                         |
| 7723 Lugger             | 28 agosto 1952          |                         |
| 8059 Deliyannis         | 6 maggio 1957           |                         |
| 8320 van Zee            | 13 settembre 1955       |                         |
| 9143 Burkhead           | 16 settembre 1955       |                         |
| 9144 Hollisjohnson      | 25 ottobre 1955         |                         |
| 9260 Edwardolson        | 8 ottobre 1953          |                         |
| 9261 Peggythomson       | 8 ottobre 1953          |                         |
| 19912 Aurapenenta       | 14 settembre 1955       |                         |
| 30718 Records           | 14 settembre 1955       |                         |

L'Indiana Asteroid Program è stato un programma di osservazione degli asteroidi del sistema solare svolto dal dipartimento di astronomia dell'Indiana University tra il 1949 e il 1967.
Voluto da Frank K. Edmondson, il programma si avvaleva delle strutture del Goethe Link Observatory e si prefiggeva quattro obiettivi:
- recuperare asteroidi persi
- effettuare nuove, o comunque migliorare, misurazioni di parametri orbitali
- accertare la magnitudo fino ad un'approssimazione di 0,1
- contribuire alla formazione degli studenti dell'Università

Poiché il telescopio a rifrazione da 36 pollici in dotazione all'osservatorio si dimostrò inadeguato all'osservazione degli asteroidi, James Cuffey ottenne in prestito perpetuo dall'Università di Cincinnati che ospitava l'omonimo osservatorio un astrografo da 10 pollici.
Nella quasi ventennale vita del programma furono raccolte oltre 7000 lastre fotografiche ora custodite negli archivi dell'osservatorio Lowell che permisero, tra l'altro, la scoperta di 119 asteroidi.
Il programma, così come tutta l'attività dell'osservatorio, fu interrotta sul finire degli anni sessanta del XX secolo a causa del crescente inquinamento luminoso dei sobborghi di Indianapolis.